# NGC 3433
NGC 3433 é uma galáxia espiral (Sc) localizada na direcção da constelação de Leo. Possui uma declinação de +10° 08' 52" e uma ascensão recta de 10 horas, 52 minutos e 04,0 segundos.
A galáxia NGC 3433 foi descoberta em 11 de Março de 1784 por William Herschel.